# Abot-Kamay na Pangarap
Abot-Kamay na Pangarap este un serial din anul 2022 produs de postul GMA Network din Filipine.

## Distribuție
- Carmina Villarroel - Lyneth Santos
- Jillian Ward - Analyn Santos
- Richard Yap - Robert Jose "RJ/Obeng" Tanyag
- Dominic Ochoa - Michael Lobrin
- Pinky Amador - Moira Rutaquio-Tanyag
- Andre Paras - Luke Antonio
- Wilma Doesnt - Josaline "Josa" Enriquez-Valencia
- Kazel Kinouchi - Zoey R. Tanyag
- Jeff Moses - Reagan Tibayan
- Dexter Doria - Susana "Susan" Burgos
- Chuckie Dreyfus - Raymond "Ray" Meneses
- Ariel Villasanta - Cromwell "Croms" Valencia